# Shanghai Ertong Yixuezhongxin
Shanghai Ertong Yixuezhongxin (chiń. 上海儿童医学中心站) – stacja metra w Szanghaju, na linii 6. Zlokalizowana jest pomiędzy stacjami Lancun Lu i Linyi Xincun. Została otwarta 29 grudnia 2007.